# Boxe aux Jeux panaméricains de 2015
Navigation
Édition précédente Édition suivante
Les compétitions de boxe anglaise des Jeux panaméricains 2015 se sont déroulés du 18 au 25 juillet à Toronto, Canada.

## Résultats

### Podiums
| Catégories                  | Or                     | Argent             | Bronze                            |
| Poids mi-mouches (-49 kg)   | Joselito Velasquez     | Joahnys Argilagos  | Victor Santillan Yoel Finol       |
| Poids mouches (-52 kg)      | Antonio Vargas         | Yosvany Veitia     | Ceiber Avila David Jimenez        |
| Poids coqs (-56 kg)         | Andy Cruz              | Hector Luis Garcia | Kenny Lally Francisco Martinez    |
| Poids légers (-60 kg)       | Lazaro Alvarez         | Lindolfo Delgado   | Kevin Luna Jose Rosario           |
| Poids super-légers (-64 kg) | Artur Biarslanov       | Yasniel Toledo     | Luis Arcon Joedison Teixeira      |
| Poids welters (-69 kg)      | Gabriel Maestre        | Roniel Iglesias    | Juan Ramon Solano Alberto Palmeta |
| Poids moyens (-75 kg)       | Arlen Lopez            | Jorge Luis Vivas   | Endri Saavedra Misael Rodriguez   |
| Poids mi-lourds (-81 kg)    | Julio César de la Cruz | Albert Ramirez     | Juan Carrillo Rogelio Romero      |
| Poids lourds (-91 kg)       | Erislandy Savon        | Deivis Julio       | Miguel Veliz Samir el-Mais        |
| Poids super-lourds (+91 kg) | Leinier Perot          | Edgar Munoz        | Cam Awesome Rafael Lima           |

| Catégories             | Or               | Argent           | Bronze                                |
| Poids mouches (-52 kg) | Mandy Bujold     | Marlen Esparza   | Monica Gonzalez Ingrit Valencia       |
| Poids légers (-60 kg)  | Caroline Veyre   | Daiana Sanchez   | Victoria Torres Mirquin Jahaziel Sena |
| Poids moyens (-75 kg)  | Claressa Shields | Yenebier Guillén | Lucia Perez Ariane Fortin             |

### Tableau des médailles
| Place | Pays                   | Médaille d'or, Amérique | Médaille d'argent, Amérique | Médaille de bronze, Amérique | Total |
| ----- | ---------------------- | ----------------------- | --------------------------- | ---------------------------- | ----- |
| 1     | Cuba                   | 6                       | 4                           | 0                            | 10    |
| 2     | Canada                 | 3                       | 0                           | 3                            | 6     |
| 3     | États-Unis             | 2                       | 1                           | 2                            | 5     |
| 4     | Venezuela              | 1                       | 2                           | 3                            | 6     |
| 5     | Mexique                | 1                       | 1                           | 3                            | 5     |
| 6     | Colombie               | 0                       | 2                           | 3                            | 5     |
| 6     | République dominicaine | 0                       | 2                           | 3                            | 5     |
| 8     | Argentine              | 0                       | 1                           | 2                            | 3     |
| 9     | Porto Rico             | 0                       | 0                           | 2                            | 2     |
| 9     | Brésil                 | 0                       | 0                           | 2                            | 2     |
| 11    | Chili                  | 0                       | 0                           | 1                            | 1     |
| 11    | Costa Rica             | 0                       | 0                           | 1                            | 1     |
| 11    | Guyana                 | 0                       | 0                           | 1                            | 1     |
| Total | 13 pays médaillés      | 13                      | 13                          | 26                           | 52    |